# AlgaeBase
AlgaeBASE és un base de dades global d'espècies de tots els grups d'algues, com també d'espermatòfits, les herbes marines de Posidoniaceae, Zosteraceae, Hydrocharitaceae, i Cymodoceaceae.
AlgaeBASE va ser desenvolupat per Michael Guiry en el seu lloc web seaweed.ie, i ha anat creixent fins a convertir-se en una base de dades d'algues de tot el món, i d'hàbitats d'aigua dolça, terrestre, aigua salobre, com a marins. A data de 2005, la base de dades contenia 65.000 noms; al setembre de 2006, 122.240 espècies i noms infraespecífics, amb 5.826 imatges, 38.290 ítems bibliogràfics i138.706 registres distribucionals. El març de 2014 contenia 148.700 noms. Les dades més completes són les d'algues marines. Prop de 24.000 espècies d'algues estan incloses